# Morte de Edgar Allan Poe

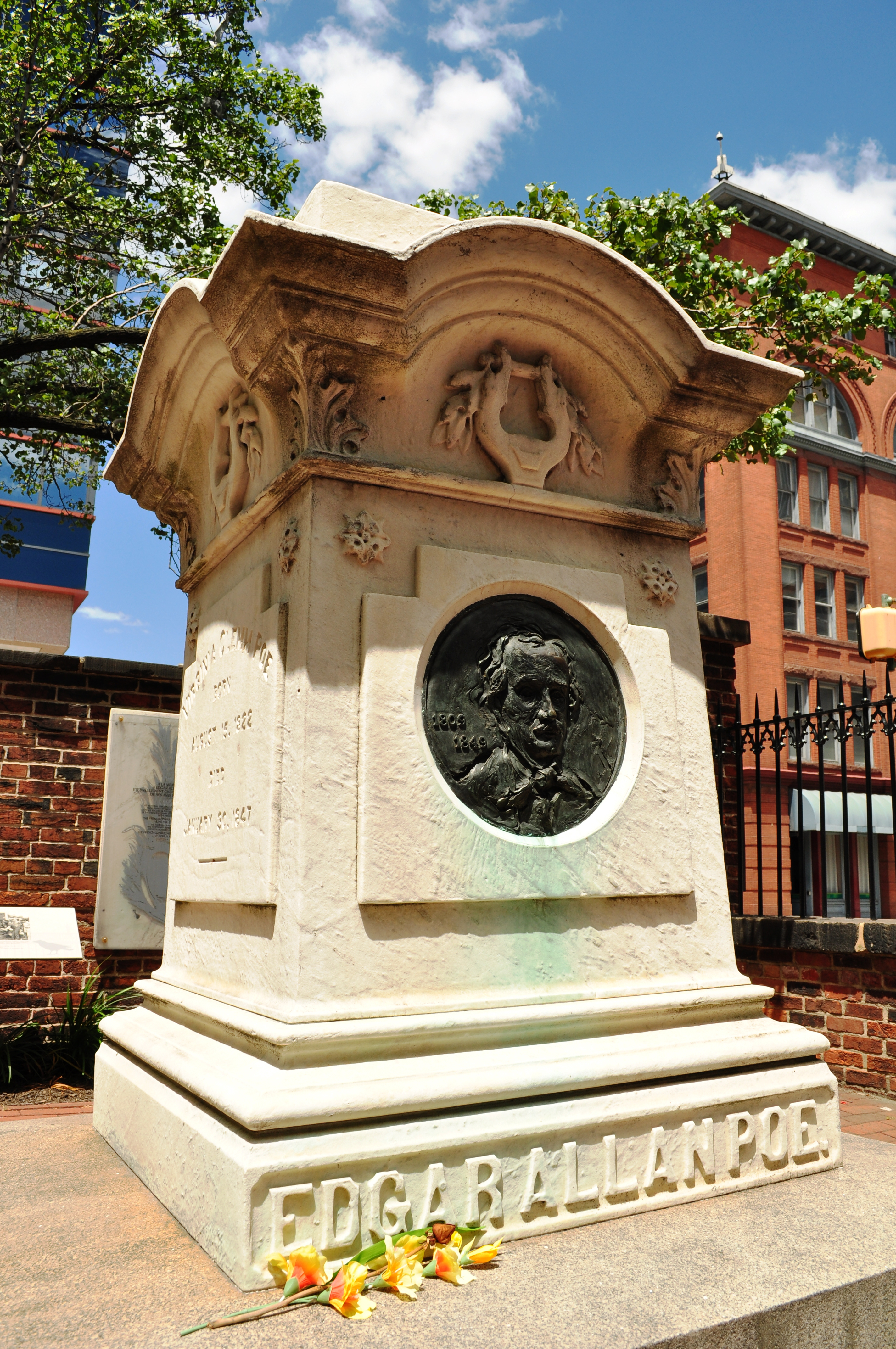
Mausoléu onde jaz o corpo de Poe, no Westminster Hall and Burying Ground.

A morte de Edgar Allan Poe ocorreu no dia 7 de outubro de 1849, quando o escritor tinha quarenta anos de idade. Cercada de mistério, sua causa ainda é discutida. Quatro dias antes de falecer, Poe foi encontrado nas ruas de Baltimore, Maryland, em um estado delirante. Segundo Joseph W. Walker, a pessoa que o encontrou, o escritor estava "muito angustiado, e (...) precisava de ajuda imediata". Poe foi levado ao hospital da Universidade Washington (Washington College Hospital), onde morreu num domingo, às 5 horas de 7 de outubro. Em nenhum momento o escritor contou com a lucidez necessária para explicar de forma coerente como havia chegado àquele estado.
Grande parte da informação existente sobre os últimos dias de sua vida provém do médico John Joseph Moran, que o tratou no hospital. Depois de um pequeno funeral, Poe foi enterrado no cemitério anexo à igreja de Westminster (Westminster Hall and Burying Ground) mas, anos mais tarde, em 1875, seus restos mortais foram transferidos para um monumento maior. Este último marca também o lugar de enterro de sua esposa, Virginia, e o de sua sogra, Maria Clemm.
As teorias sobre as causas da morte do escritor incluem suicídio, assassinato, cólera, raiva, sífilis e ter sido capturado por agentes eleitorais que o teriam forçado a beber para fazê-lo votar e abandonaram-no, já em estado de embriaguez, à sua sorte. Contudo, a evidência a respeito da influência do álcool é incerta.
Dois dias depois da morte de Poe, apareceu um obituário assinado por "Ludwig", que logo se revelou sendo, na verdade, o crítico e antologista Rufus Wilmot Griswold, que mais tarde se converteu no executor literário efetivo das obras de Poe, apesar de ter sido um de seus rivais, e que posteriormente publicou a sua primeira biografia completa, retratando-o como um depravado, bêbado e louco tomado pelas drogas, chegando inclusive a falsificar cartas do poeta como prova disso. Acredita-se que grande parte das evidências utilizadas para construir essa imagem foram forjadas por Griswold e, apesar de muitos amigos de Poe terem denunciado o biógrafo, foi a interpretação que teve um impacto mais duradouro no meio popular.

## Contexto prévio

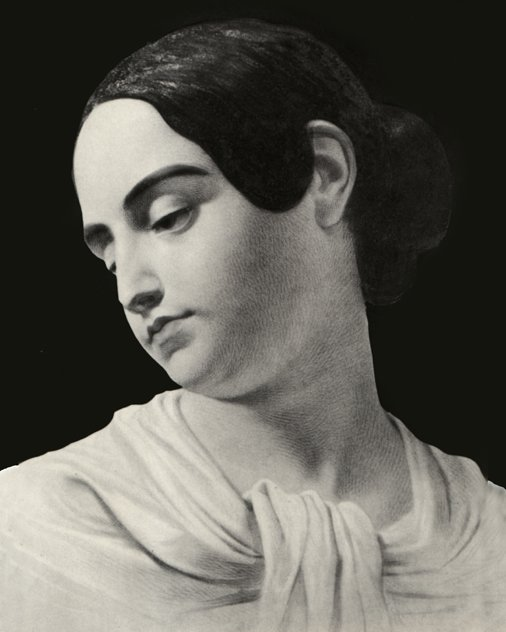
Virginia Clemm, prima e esposa de Poe, morta em 30 de janeiro de 1847 por causa de tuberculose.

Depois da quebra de sua publicação, o Broadway Journal, em 1846, Poe se refugiou do público, junto a sua esposa que então estava doente, Virginia, em busca de ar puro em um chalé (o famoso cottage) situado na seção Fordham do Bronx, Nova Iorque. Lá, em 30 de janeiro de 1847, Virgínia faleceu em decorrência de uma tuberculose que perdurava por cinco anos. Seus biógrafos e críticos sugerem que o assunto, frequente na obra de Poe, da "morte de uma bela mulher" tem origem na repetida perda de suas mulheres ao longo de sua vida, incluindo a sua esposa.
Instável após a morte de sua esposa, Poe tentou cortejar a poetisa Sarah Helen Whitman, que havia ficado viúva recentemente e vivia em Providence, Rhode Island. Nessa época, ele também conheceu Annie Richmond, outro objeto de seu amor. Poe voltou por um tempo a Richmond, e foi lá onde se reencontrou com uma noiva de sua juventude, Sarah Elmira Royster, que também havia enviuvado pouco tempo atrás. Atraído por Whitman, Poe retornou para o norte e lhe propôs o casamento; enquanto esperava a resposta, ficou na casa de Annie Richmond. Foi ao deixar Richmond que o escritor cometeu uma suposta tentativa de suicídio com láudano, que acabou vomitando antes que surtisse efeito. Uma vez na casa de Helen, ela aceitou o noivado, sob promessa expressa de que Edgar abandonaria todo tipo de droga ou estimulante. Posteriormente, Poe voltou a Fordham para visitar Maria Clemm. Na véspera do casamento, Helen soube de suas visitas a Annie Richmond e de todos os rumores existentes sobre sua relação, além de uma suposta saída com amigos na qual havia bebido, sem chegar, no entanto, a se embriagar. Isso significou supostamente o fim do compromisso; contudo, há provas contundentes que demonstram que a mãe de Whitman interveio para separá-los.
Poe ficou recluso de janeiro a junho de 1849 em Fordham junto de sua tia e sogra. Lá, tentou distanciar-se dos rumores que o tinham nauseado, tratando de publicar e editar. Em julho e sem que se saiba a razão, Poe abandonou Nova Iorque e voltou para Richmond, onde retomou sua relação com Elmira. Eles assumiram compromisso em setembro e marcaram seu casamento para o mês seguinte. O escritor ainda decidiu regressar para o norte, em busca de Maria Clemm, para que ela assistisse ao casório. A partir desse momento, não houve mais informações suas, até a sua repentina aparição em Baltimore.

### Últimas cartas e obras

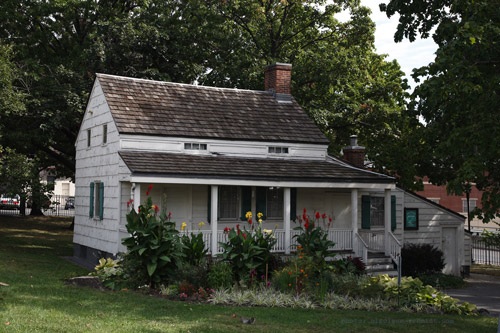
O chalé onde morreu Virginia e onde Poe passou seus últimos meses, recluso.

Quanto a seu trabalho literário de 1849, nos seus últimos poemas o sentimento dominante é de uma intensa melancolia, às vezes visionária, como observado em To my mother, Annabel Lee, The Bells.  Seus relatos parecem, alguns, fruto do desespero e do derrotismo mundanos (Hop-Frog) e outros simplesmente da aspiração de paz e beleza definitivas, como em El cottage de Landor (seus últimos versos). Dentro da obra epistolar de Poe, intensa durante toda sua vida, é particularmente chocante a leitura daquela de seus últimos meses. Nessas cartas o poeta dava provas contínuas de seu deplorável estado de saúde física e mental.

"Cheguei aqui com dois dólares, dos quais te mando um. Oh, Deus, minha mãe! Nos veremos outra vez? Oh, VEM se podes! Minhas roupas estão em um estado tão horrível e me sinto tão mal..."— A Maria Clemm, recém chegado a Richmond.
Em uma carta também de seus últimos meses (para Maria Clemm, em Richmond, 19 de julho de 1849), reconhece haver sofrido um delirium tremens:

"Durante mais de dez dias estive totalmente transtornado, fora de mim, ainda que não tenha bebido uma só gota [de álcool]; durante esse lapso, imaginei as calamidades mais atrozes. Foram somente alucinações, consequência de um ataque como jamais havia experimentado em minhas carnes, um ataque de mania-à-potu [delirium tremens]."
O pressentimento de seu iminente final aparece em uma carta a sua noiva Annie Richmond (abril ou maio de 1849).

"Tais considerações meramente mundanas carecem do poder de me deprimir... Não, minha tristeza é inexplicável, e isto me entristece mais ainda. Estou repleto de tenebrosos pressentimentos. Nada me anima, nada me consola. Minha vida parece feita para se perder; o futuro me parece um terreno baldio pavoroso, mas penso em seguir lutando por ter 'esperança contra toda esperança'."
Em uma de suas últimas cartas a Maria Clemm Poe expressa diretamente seu desejo de morrer pedindo, inclusive, à sua tia, o único ser vivo com o qual tinha uma afetividade terna, que morresse ao seu lado:

"Não nos resta senão morrer juntos. Agora já de nada serve argumentar comigo; não posso mais, tenho que morrer. Desde que publiquei Eureka, não tenho desejos de seguir com vida. Não posso terminar nada mais. Pelo teu amor era doce a vida, mas temos de morrer juntos (...) Desde que me encontro aqui estive uma vez na prisão por embriaguez, mas naquela vez eu não estava bêbado. Foi por Virginia."— A Maria Clemm, 07/07/1849
Na última, entretanto, escrita três semanas antes de seu falecimento, mostra um aspecto contrário:

"Os jornais têm me elogiado; em todas as partes me recebem com entusiasmo."

## Cronologia

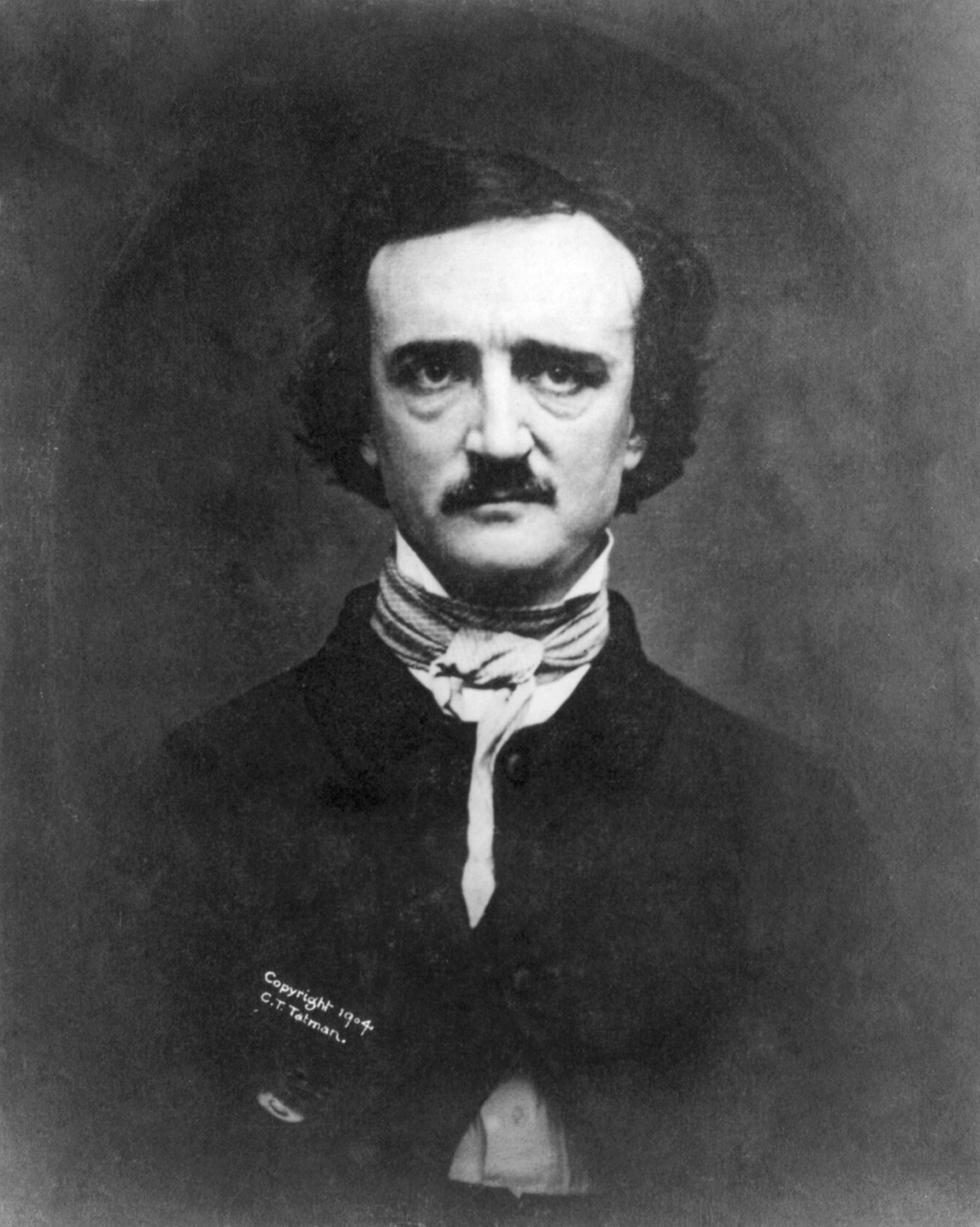
Daguerreótipo de Poe um ano antes de sua morte em Baltimore.

Em 27 de setembro de 1849, Poe partiu de Richmond, Virginia, para se dirigir à sua casa em Nova Iorque. Não existem provas fiáveis sobre seu paradeiro até que, uma semana depois, em 3 de outubro, foi encontrado delirando nas ruas de Baltimore, em frente à Ryan's Tavern ("Taverna de Ryan"), também chamada de Gunner's Hall ("Salão do atirador"). Um impressor chamado Joseph W. Walker enviou uma carta para o Dr. Joseph E. Snodgrass, conhecido de Poe, pedindo ajuda:
Depois de ler a carta, Snodgrass se apressou em se dirigir à taverna, cruzando a cidade sob uma chuva outonal de outubro. Posteriormente ele declarou que a carta dizia que Poe se encontrava "em um estado de intoxicação bestial", mas isso não é confirmado, já que a original dizia meramente "afligido".
Em sua declaração, Snodgrass descreveu o estado de Poe como "repulsivo", relatando que tinha seu cabelo despenteado, gasto, sua cara sem lavar e olhos "vazios e sem brilho". Sua roupa consistia em uma camisa suja sem terno e sapatos não lustrados, estava gasta, e não era do seu tamanho. Posteriormente, Snodgrass decidiu levá-lo ao hospital da Universidade Washington, onde foi atendido e tratado pelo médico de plantão, o Dr. John Joseph Moran.
Moran dá uma descrição detalhada sobre a aparência de Poe naquele dia, que concorda com a dada por Snodgrass: "uma velha e manchada jaqueta, calças em um estado similar, um par de sapatos gastos com as solas gastas, e um velho chapéu de palha". Poe nunca esteve suficientemente coerente para explicar como chegara a se encontrar em situação tão desesperada, e se crê que as roupas que vestia não eram suas, especialmente porque ele não estava acostumado a usar vestimentas gastas. Contudo, em uma carta escrita precisamente ao final de sua vida, o poeta parece contradizer esta última afirmação: "Têm-me convidado muito a sair, mas raras vezes aceito, devido a que careço de um traje adequado".
Moran cuidou de Poe no hospital da Universidade Washington, em Broadway e na rua Fayette. Vendo que era um cavalheiro, o alojou em uma casa próxima a seus aposentos, e sua esposa, Mary, costumava visitá-lo, e quando escutou que Poe se encontrava agonizando, foi receber suas últimas instruções, no caso de que ele tivesse algum bem tangível. Foi então que Poe lhe perguntou se restava alguma esperança. Ela lhe respondeu que seu esposo acreditava que ele estava muito doente, e Poe retificou: "Não quero dizer isso. Quero saber se há esperança para um miserável como eu mais após esta vida."
Ao escritor foram negadas visitas e ele foi confinado em uma habitação similar a uma prisão, com janelas com barras em uma seção do edifício reservada para alcoólatras. Diz-se que, na sua agonia, Poe chamou repetidas vezes um tal "Reynolds" na noite antes de sua morte, mas ninguém foi capaz de identificar a pessoa à qual ele se referia. Uma possibilidade, segundo recorda, entre outros, Julio Cortázar, é que ele tenha relembrado seu encontro com Jeremiah Reynolds, um editor de jornal e explorador que poderia haver inspirado a novela O Relato de Arthur Gordon Pym. Outra possibilidade é que o escritor chamasse por Henry R. Reynolds, um dos juízes que supervisionavam a votação do 4º distrito na "Taverna de Ryan", que poderia ter conhecido Poe no dia da eleição. Também é possível que estivesse chamando por "Herring", já que tinha um tio político em Baltimore chamado Henry Herring. De fato, em testemunhos posteriores, Moran evitou referir-se a Reynolds, mas mencionou uma visita de uma tal "senhorita Herring". Também sustenta ter tentado animá-lo em uma das poucas ocasiões em que Poe acordou, dizendo-lhe que logo desfrutaria da companhia de seus amigos, ao que Poe supostamente respondeu: "O melhor que seu amigo pode fazer é estourar os miolos com uma pistola."
No estado de angústia de Poe, ele fez referência a uma esposa sua em Richmond. Estas palavras poderiam ser fruto de uma alucinação em que sua esposa Virginia vivia, ou poderiam se referências a Sarah Elmira Royster, a quem Poe havia proposto casamento recentemente. Não se sabia o que havia ocorrido com seus pertences; posteriormente, foi constatado que haviam sido esquecidos na Swan Tavern, em Richmond. Moran declarou que as palavras finais de Poe foram "Lord, help my poor soul" ("Senhor, ajuda a minha pobre alma"), antes de morrer em 7 de outubro de 1849.

### Credibilidade de Moran
Já que Poe não teve visitas, Moran foi provavelmente a última pessoa que o viu nesses dias. Ainda assim, sua credibilidade tem sido questionada repetidamente, além de a história que ele conta ser considerada em seu conjunto como não fidedigna. Posteriormente à morte de Poe, e através dos anos, sua narrativa variava a cada vez que escrevia ou falava sobre o tema. Por exemplo, em 1875, e novamente em 1885, declarou ter contatado a tia e sogra de Poe, Maria Clemm, imediatamente depois de sua morte para informar-lhe do ocorrido; na verdade, ele somente lhe escreveu após ela ter solicitado, em 9 de novembro, mais de um mês após a morte de Edgar. Também afirmou que Poe havia dito, quase poeticamente, enquanto se preparava para lançar seu último suspiro: "Os arqueados céus me rodeiam, e Deus tem seu decreto escrito legivelmente sobre as frontes de todo ser humano criado, e os demônios encarnados, seu objetivo será embravecer as ondas de vazio desespero." O editor do New York Herald, que publicou essa versão da história de Moran, admitiu: "Não podemos imaginar Poe, inclusive enquanto delirava, construindo [essas frases]."
As declarações de Moran também trocam as datas. Em diferentes momentos, ele afirmou que Poe foi levado ao hospital em 3 de outubro às 17 horas, ou em 6 de outubro às 9 horas, ou em 7 de outubro (o dia em que morreu) às "10 em ponto da noite". Para cada uma das declarações publicadas, afirmava ter os registros do hospital como referência. Uma busca dos ditos registros, realizada um século mais tarde, que buscava especificamente um certificado de óbito oficial, não conseguiu encontrar nenhum documento. Alguns críticos atribuem as inconsistências e erros de Moran a um lapso de memória, a um inocente desejo de idealizar, e inclusive à senilidade. Ele tinha 65 anos na data de escrita e publicação de sua última declaração, em 1885.

## Causa da morte

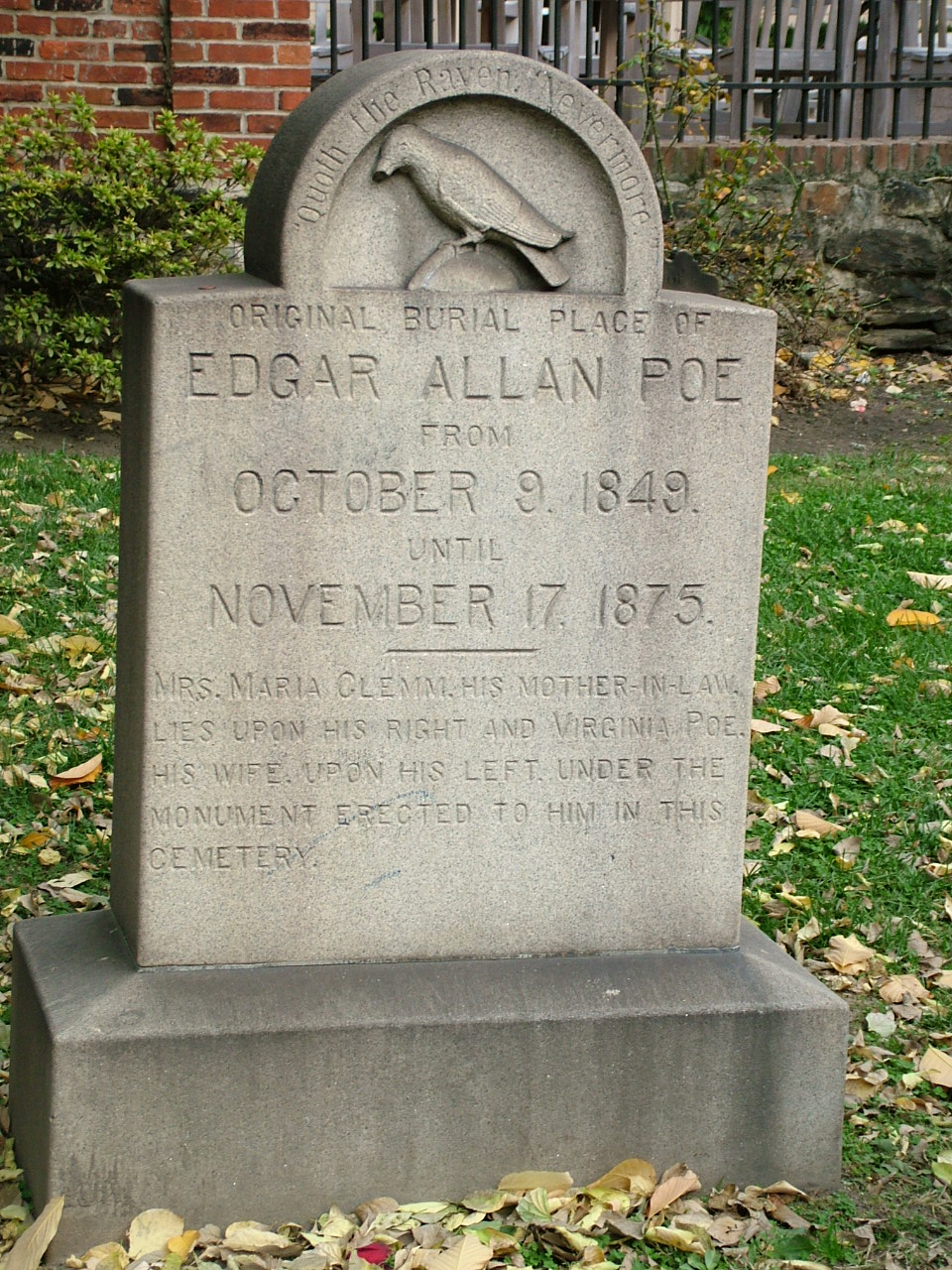
Poe foi enterrado originalmente na parte de trás do cemitério de Westminster, sem uma lápide. A da imagem marca hoje em dia o lugar original.

Foram já perdidos todos os registros e documentos médicos, incluindo o atestado de óbito de Poe, se é que alguma vez existiram. A causa precisa da morte de Poe, portanto, é discutida, e existem várias teorias.

A versão do escritor argentino Julio Cortázar, uma autoridade sobre o autor em espanhol, tradutor e exégeta de toda sua obra em prosa, afirma o seguinte: 
Outros muitos biógrafos têm tocado o tema e chegado a diferentes conclusões, que variam desde a asserção de Jeffrey Meyers de que foi por hipoglicemia, até a teoria de John Evangelist Walsh de uma conspiração para assassiná-lo. Também foi sugerido que a morte de Poe foi o resultado de suicídio relacionado com a depressão. Em 1848, ele quase morreu de uma overdose de láudano, que então era disponível como sedativo e analgésico. Apesar de não se saber seguramente se realmente foi uma tentativa de suicídio ou somente um erro de cálculo por parte de Poe, é claro que isso não foi o que levou à sua morte um ano mais tarde.
Snodgrass, partidário do movimento de abstinência de álcool, estava convencido de que Poe morrera por decorrência do alcoolismo e buscou popularizar essa ideia, já que encontrou no falecido um exemplo útil para a sua campanha. Entretanto, o escrito por ele a respeito do tema tem sido provado como não fidedigno. Moran contradisse Snodgrass ao afirmar em sua declaração de 1885 que Poe não morreu sob os efeitos de nenhuma intoxicação, e que "não tinha o menor cheiro de licor em seu hálito ou em sua pessoa". Ainda assim, alguns jornais da época informaram que a morte de Poe se deu devido a uma "congestão do cérebro" ou a uma "inflamação cerebral", eufemismos para as mortes de causas como o alcoolismo. Em um estudo sobre Poe, um psicólogo sugeriu que ele tinha dipsomania, uma condição que causou frequentes ataques que o conduziam a excessos, frequentemente alcoólicos, durante os quais a vítima não podia recordar o que havia ocorrido.
Contudo, a caracterização de Poe como alcoólatra incontrolável encontra-se em disputa. Seu companheiro de bebidas, Thomas Mayne Reid, admitiu que ambos entravam em selvagens "correrias", mas que Poe "nunca ia mais além do inocente júbilo a que todos nos damos o gosto... Enquanto posso reconhecer isso como uma de suas falhas, posso dizer sinceramente que não lhe era habitual". Alguns crêem que Poe era extremadamente sensível ao álcool e que se punha ébrio depois de beber um simples copo de vinho. Bebia somente durante períodos difíceis de sua vida, e às vezes passava vários meses seguidos sem álcool. O que acrescentou maior confusão à suposta frequência de bebida foi que ele era membro dos Filhos da Moderação (Sons of Temperance) no momento de sua morte. William Glenn, que supervisionava o compromisso de Poe, anos depois disse que a comunidade de moderação não tinha razões para crer que ele havia violado sua promessa durante sua estadia em Richmond.
As sugestões a respeito de uma overdose de drogas também foram refutadas. Apesar disso, elas seguem sendo formuladas com frequência. Thomas Dunn English, experiente médico e inimigo declarado de Poe, insistiu no fato de que o escritor não era consumidor de drogas. Escreveu: "Se Poe houvesse tido o hábito do ópio quando o conheci (antes de 1846), tanto como médico como homem de observação, eu teria descoberto durante suas frequentes visitas a meus aposentos, minhas visitas a sua casa, e todos nossos encontros em qualquer lugar. (...) Não vi sinal algum disso e acredito que a acusação seja uma calúnia sem base alguma".
Ao longo dos anos, foram propostas numerosas outras causas, que incluem várias formas de raras doenças do cérebro ou um tumor cerebral, diabetes, vários tipos de deficiências enzimáticas, sífilis, apoplexia, delirium tremens, cardiopatias, epilepsia e meningite. Um teste com os cabelos de Poe, realizado em 2006, refutou a possibilidade de saturnismo, envenenamento por mercúrio e intoxicações similares devidas à exposição a metais pesados. Também foi sugerida cólera, já que Poe havia passado pela Filadélfia no inverno de 1849, durante uma epidemia da doença. Durante a sua estadia, ficou doente e escreveu uma carta a sua tia, Maria Clemm, dizendo-lhe que poderia "haver tido a cólera, ou espasmos iguais".
Já que Poe foi encontrado em um dia de eleição, tem sido sugerido, desde 1872 que o escritor foi usado para esse motivo. Tratava-se de um golpe no qual as vítimas eram sequestradas, drogadas e usadas como peões para votar a favor um mesmo partido político em vários lugares. Esta foi a explicação mais comum da morte de Poe na maioria de suas biografias durante décadas, apesar de que seu status em Baltimore o houvesse feito muito reconhecível para que o golpe realmente funcionasse.
Mais recentemente, foi apresentada uma prova crível de que a morte do escritor foi causada por raiva.

## Funeral
O funeral de Poe ocorreu em 8 de outubro de 1849, uma segunda-feira, às 16 horas. Foi uma cerimônia simples à qual assistiram poucas pessoas. Henry Herring, o tio de Edgar, providenciou um caixão simples de mogno, e um primo, Neilson Poe, o carro fúnebre. A esposa de Moran forneceu o sudário. O funeral foi presidido pelo reverendo W. T. D. Clemm, primo de Virginia, esposa de Poe. Também foram ao funeral o Dr. Snodgrass, advogado de Baltimore e antigo amigo da Universidade de Virginia, Collins Lee, primo de Poe, Elizabeth Herring e seu marido, e Joseph Clarke, um antigo amigo de escola. A cerimônia inteira durou somente três minutos. A tarde era fria e úmida. O reverendo Clemm decidiu que não valia a pena pronunciar um sermão devido ao pouco público. O sacristão George W. Spence descreveu o tempo que fazia da seguinte forma: "Era um dia escuro e sombrio, sem chuva, mas um tipo bruto e ameaçador". Poe foi enterrado em um esquife barato a que faltavam alças. Tinha uma placa e era forrado com pano, com uma almofada para a sua cabeça.

## Enterro e reenterro

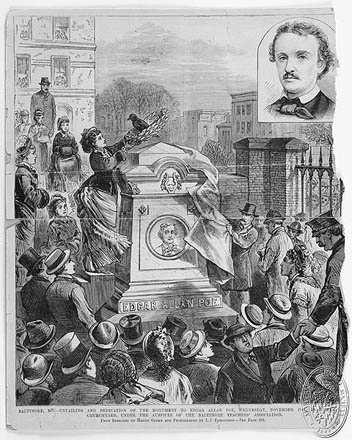
Em 17 de novembro de 1875, Poe foi enterrado com um novo monumento. Os restos mortais de sua esposa Virginia e os de sua sogra Maria, também se encontram lá.

Poe está enterrado nos campos do cemitério de Westminster (Westminster Hall and Burying Ground), que atualmente é parte da Universidade de Leis de Maryland, em Baltimore.
Poe foi enterrado originalmente, sem lápide alguma, nas proximidades da parte de trás da igreja, perto de seu avô, David Poe. Neilson Poe, primo de Edgar, havia comprado uma lápide de mármore italiano, mas ela foi destruída antes que chegasse à tumba quando um trem descarrilhou e se chocou contra o depósito onde ela estava guardada. Por esse motivo, a tumba foi marcada com um bloco de arenito em que se lia "No. 80". Em 1873, o poeta do sul Paul Hamilton Hayne visitou a tumba e publicou um artigo, descrevendo a sua pobre condição e sugerindo um monumento mais apropriado. Sara Sigourney Rice, professora de escolas públicas de Baltimore, aproveitou o renovado interesse pela tumba de Poe e arrecadou fundos pessoalmente. Alguns de seus alunos de elocução fizeram apresentações públicas para arrecadar dinheiro. Muitas pessoas de Baltimore e de todo os Estados Unidos contribuíram; os últimos 650 dólares provieram do editor e filantropo George William Childs. O novo monumento foi desenhado pelo arquiteto George A. Frederick e construído pelo Coronel Hugh Sisson, e incluía um emblema com a efígie de Poe, obra de Valck, uma artista. O custo total do monumento, com o emblema, chegou a pouco mais de 1.500 dólares.
Em uma cerimônia realizada em 1875, os restos mortais de Poe foram levados a um novo local, em uma esquina do cemitério, juntamente com o corpo de sua tia. O lugar original do enterro foi marcado com uma grande lápide doada por Orin C. Painter, mas originalmente, foi colocada em um lugar incorreto. Entre os presentes estavam Neilson Poe (que pronunciou algumas palavras, chamando seu primo de "um dos homens de melhor coração que já viveu"), e também Nathan C. Brooks, John Snodgrass, e John Hill Hewitt. Apesar de vários proeminentes poetas terem sido convidados à cerimônia, o único que compareceu pessoalmente foi Walt Whitman. Alfred Tennyson contribuiu com um poema que foi lido durante a cerimônia:
Destino que uma vez o negaste,
E inveja que uma vez o depreciaste,
E malicia que o desmentiste,
Agora cenotáfio de sua fama.
Em 1864, as lápides de todas as tumbas, que anteriormente estavam voltadas para este, foram giradas para que ficassem voltadas para o portão oeste, o que provavelmente desconheciam as pessoas que o exumaram. Isso lhes causou dificuldades para encontrar o corpo correto: primeiramente exumaram um soldado de sobrenome Mosher. Quando finalmente encontraram os restos de Poe, abriram seu caixão, e uma das testemunhas notou que "o crânio estava em excelentes condições - a forma da face, uma das características mais impactantes de Poe, se discernia facilmente."
Poucos anos depois, os restos de sua esposa Virginia também foram colocados nesse local. Em 1875, o cemitério em que seu corpo estava foi destruído, e não houve nenhum parente que reclamasse seus restos mortais. William Gill, um dos primeiros biógrafos de Poe, juntou seus ossos e os guardou em uma caixa escondida sob a sua cama. Seus restos finalmente foram enterrados junto aos de seu esposo em 19 de janeiro de 1885, o 76º aniversário do nascimento de Edgar; quase dez anos depois o monumento atual foi construído. George W. Spence, o homem que serviu como ajudante no enterro original de Poe, assim como em sua exumação e reenterro, assistiu aos ritos que levaram seu corpo para junto ao de Virginia e da mãe dela, Maria Clemm.

## Difamação

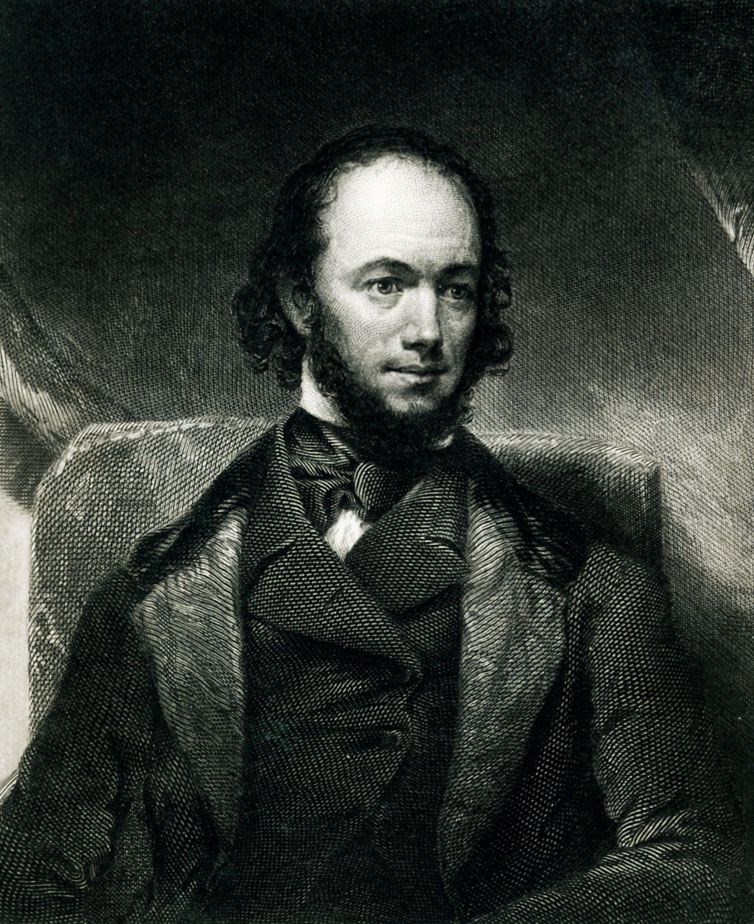
Rufus Wilmot Griswold, executor literário de Poe, escreveu seu obituário mais famoso e sua primeira biografia completa.

Dois dias após a morte de Poe, apareceu um obituário, assinado por "Ludwig". Posteriormente se supôs que o autor havia sido o escritor e editor Rufus Wilmot Griswold, que chamava Poe de uma estrela "brilhante, mas errática". Griswold havia tentado difamá-lo para fazer Poe universalmente odiado, inclusive antes de sua morte, e depois dela continuou com seus intentos. No obituário, Griswold declara que Poe era conhecido por caminhar delirante pelas ruas, falando sozinho. Também disse que Poe era excessivamente arrogante, que assumia que todos os homens eram vilões, e que se enojava facilmente. Grande parte dessa caracterização foi tomada quase textualmente da do fictício Francis Vivian em The Caxtons de Edward Bulwer-Lytton. Impresso pela primeira vez no New York Tribune, o obituário de Ludwig logo se converteu na caracterização clássica de Poe.
Griswold havia sido agente de muitos escritores estado-unidenses, mas não está claro se Poe o designou como seu executor literário ou se Griswold tomou o cargo por meio de um engano ou um erro da tia e sogra de Poe, Maria. Em todo caso, ele apresentou uma coleção de as obras de Poe que incluía um artigo biográfico intitulado "Memórias do autor" ("Memoir of the Author"), no qual mostrava Edgar como um depravado, um bêbado e um louco perturbado pelas drogas. Acredita-se que a maior parte do artigo foi inventado por Griswold, já que foi denunciado por aqueles que conheceram Poe, entre eles Sarah Helen Whitman, Charles Frederick Briggs e George Rex Graham. Contudo, o relato de Griswold alcançou muita popularidade, em parte porque era a única biografia completa disponível, e em parte porque foi amplamente re-impressa. Seguiu sendo popular por muito tempo porque muitos leitores assumiram que Poe como pessoa havia sido similar a seus personagens fictícios ou simplesmente estavam encantados de ler a obra de um homem "mau".

Não houve uma biografia fiável de Poe até a aparição da de John Ingram, em 1875. Em 1941, Arthur Hobson Quinn apresentou evidências de que Griswold havia falsificado e reescrito uma série de cartas de Poe que estavam incluídas nas suas Memórias do autor. Por então, a descrição feita por Griswold de Poe já se havia consolidado na mente do público, não somente nos Estados Unidos, mas em todo o mundo. Essa imagem distorcida se converteu em parte da lenda de Poe, apesar das numerosas tentativas de corrigi-la.

## Representação cultural
A morte de Poe foi objeto de uma série de obras, tanto fictícias quanto representações de sua biografia. Já em 1915 foi lançado o filme The Raven, um cinebiografia retratando os delírios de Poe em seus últimos dias.
Em 2002, o romance gráfico The Shadow of Edgar Allan Poe, relata as descobertas de Sterling Tuttle, um fictício entusiasta do autor, ao encontrar um diário que Poe teria escrito em seu leito de morte, detalhando encontros sobrenaturais. A partir daí, Tuttle começa a se questionar se o trabalho do escritor teria sido inflenciado por perturbações sobrenaturais ao invés de mentais.